# غرة كاريبية
غرة كاريبية (الاسم العلمي: Fulica caribaea) (بالإنجليزية: Caribbean Coot)‏ هي نوع من الطيور تتبع جنس الغرة من فصيلة المرعات.